# Sjef van Run
Jozephus Johannes Antonius Franciscus "Sjef" van Run (12 de gener de 1904 - 17 de desembre de 1973) va ser un jugador de futbol neerlandès que jugava com a defensa. Va jugar representant els Països Baixos a la Copa del Món de la FIFA de 1934. També va jugar al PSV Eindhoven, on va participar en 359 partits de lliga entre 1926 i 1942. Va formar part de la selecció dels Països Baixos als Jocs Olímpics d'estiu de 1928, però no hi va jugar cap partit.